# Феррарський собор
Ферра́рський собо́р (італ. Duomo di Ferrara) — католицький кафедральний собор в Італії, у місті Феррара. Головний, найбільший храм міста. Належить Ферраро-Комакйоській архідіоцезії. Престол архієпископа Феррарського. Присвячений святому Юрію. Збудований 1177 року в романському стилі. Згодом перебудовувався у готичному (фасад), ренесансному, бароковому (інтер'єр) стилях. Належить до об'єктів Світової спадщини ЮНЕСКО як частина історичного центру Феррари.

## Назва
- Феррарський собор (італ. Duomo di Ferrara) — за назвою міста.
- Катедральний собор святого Юрія-Мученика (італ. Cattedrale di San Giorgio Martire)